# O sole mio (pel·lícula)
O sole mio és una pel·lícula italiana del 1946, dirigida per Giacomo Gentilomo. És considerada per alguns crítics com una de les primeres pel·lícules pertanyents al gènere del neorealisme, per la riquesa d'escenes rodades en exteriors i la presència d'alguns actors no professionals.
També és la primera pel·lícula dedicada als Quatre dies de Nàpols, a la qual deu molt la posterior pel·lícula de Nanni Loy, sobretot pel que fa a les nombroses imatges que Gentilomo va fer des de la vida i que van ser saquejades. en les dècades següents.

## Argument
Un baríton, que també és un oficial italo-americà, es llança en paracaigudes darrere de les línies per recollir informació sobre els moviments de l'exèrcit alemany i facilitar el desembarcament aliat. A Nàpols va entrar en contacte amb grups de resistència locals i ciutadans corrents, que finalment es van trobar units a les barricades contra els alemanys.

## Repartiment
- Tito Gobbi: Giovanni
- Adriana Benetti: matrona de casa
- Vera Carmi: Clara
- Carlo Ninchi: germà de Clara
- Vittorio Caprioli:
- Arnoldo Foà: Peppino
- Heinrich Bode:
- Domenico Serra:
- Vittorio Sanipoli:
- Giovanni Petti:
- Cesare Polacco:
- Lilly Granado:
- Armando Francioli:
- Cesare Fantoni:
- Salvatore Cuffaro:
- Ernesto Almirante:

## Rebuts
Brut verificat als cinemes fins al 31 de desembre de 1952: 90.000.000 de lires italianes de l'època.